# الأزمة الدستورية في كيريباتي 2022
الأزمة الدستورية في كيريباتي 2022 بدأت أزمة دستورية في كيريباتي عندما علق مجلس وزراء كيريباتي اثنين من قضاة المحكمة. تم تعليق قاضي المحكمة العليا ديفيد لامبورن عن العمل في مايو 2022 بينما تم تعليق رئيس المحكمة العليا ويليام هاستينغز في 30 يونيو 2022، وكلاهما بسبب مزاعم سوء السلوك.

## خلفية
في فبراير 2020 غادر ديفيد لامبورن كيريباتي لحضور مؤتمر في أستراليا، ومع ذلك تقطعت به السبل بسبب جائحة كوفيد 19. حاولت حكومة كيريباتي بعد ذلك منع لامبورني من تولي منصبه في تاراوا من خلال وقف راتبه أو رفض إصدار تصريح عمل مستمر أو السماح له بالصعود إلى رحلة العودة إلى الوطن. ألغى حكم المحكمة الصادر عن رئيس المحكمة العليا ويليام هاستينغز إجراءات الحكومة، وأعلن أنها غير دستورية. ردا على ذلك كررت المدعية العامة تيتيرو سيميلوتا قرار حكومتها بعزل لامبورني من منصبه. في 1 أغسطس 2022 عاد لامبور بتأشيرة سفر لعائلته وزوجته في كيريباتي، تيسي لامبورن زعيمة المعارضة حاليًا.

## الأحداث
في مايو 2022 تم إيقاف قاضي المحكمة العليا ديفيد لامبورن عن العمل بسبب مزاعم سوء السلوك. ردا على ذلك قدم طعنًا قانونيًا تم تقديمه إلى رئيس المحكمة العليا ويليام هاستينغز في 30 يونيو 2022. ولكن بدلاً من الاستماع إلى القضية قرأ هاستينغز رسالة من حكومة كيريباتي تفيد بأنه تم إيقافه أيضًا «بأثر فوري».
في 11 أغسطس 2022 اشتدت الأزمة عندما حاولت الحكومة ترحيل لامبورني على الرغم من صدور أمر من محكمة الاستئناف بعدم إبعاده عن البلاد. وقالت الحكومة إن لامبورني «خالف شروط تأشيرة الزيارة وشكل خطرًا أمنيًا». أدى الترحيل إلى مواجهة مدتها ثلاث ساعات بين مسؤولي الهجرة وطيار تابع لشركة طيران فيجي رفض ركوب لامبورن رغماً عنه. ثم تم وضعه رهن الاعتقال بدون جواز سفره قبل أن يُفرج عنه بكفالة من قبل محكمة استئناف أخرى.
في 19 أغسطس 2022 تصاعدت حدة الأزمة حيث كانت محكمة الاستئناف تستمع أخيرًا للقضية مرة أخرى، على الرغم من جهود الحكومة لتأجيلها أو إلغائها، وجاء بيان اللحظة الأخيرة لمكتب بيريتينتي فقط. قبل ساعات قليلة من الجلسة وبعد قيام محامٍ أمريكي بالنيابة عن الحكومة "قال إن قرار السلطة التنفيذية يجب أن يُعامل" بأقصى قدر من الاحترام".
في 6 سبتمبر 2022 أعلنت وزارة الشؤون الخارجية والتجارة النيوزيلندية في رسالة بالبريد الإلكتروني إلى رويترز أن الرئيس تانيتي ماماو قد أوقف جميع قضاة نيوزيلندا الثلاثة الذين عملوا في محكمة الاستئناف في كيريباتي وأحيلت القضية إلى محكمة.